# Русская (Черновицкая область)
Ру́сская (укр. Руська) — село в Селятинской сельской общине Вижницкого района Черновицкой области Украины.
До 2020 года входило в Путильский район
Население по переписи 2001 года составляло 474 человека. Почтовый индекс — 59131. Телефонный код — 3738. Код КОАТУУ — 7323584503.